# Spiess (dirigeable)
 (décembre 2020).
Si vous disposez d'ouvrages ou d'articles de référence ou si vous connaissez des sites web de qualité traitant du thème abordé ici, merci de compléter l'article en donnant les références utiles à sa vérifiabilité et en les liant à la section « Notes et références ».
Pour les articles homonymes, voir Spiess.
Le Spiess est un dirigeable à coque rigide français, construit au début du XXe siècle, qui porte le nom de son concepteur, Joseph Spiess. Le brevet fut déposé en 1873, une année avant celui de Ferdinand von Zeppelin. Ce fut le seul et unique dirigeable rigide français de son siècle.

## Caractéristique
La machine était composée d'un cadre de longerons en bois creux renforcées avec du fil. Dans le brevet, il est indiqué par l'inventeur que le navire aérien est constitué par un système de ballons conjugués dans une carapace avec laquelle il ne forme qu’un seul et unique appareil. Il fut donné à l'aérostat le nom de Zodiac XII, et le nom « Spiess » fut peint sur le côté de l'enveloppe. Ce dernier faisait 113 mètres de long, 13,5 mètres de diamètre, et était propulsé par un moteur Chenu de 200 chevaux qui alimentait deux hélices.

## Construction et raids aériens
La construction de l'aérostat de Spiess s'effectue avec l'aide de l’État et de la société Zodiac à l'aérodrome de Saint-Cyr-L'École. En 1912 et 1913, le comte de La Vaulx effectue les essais de l'aérostat Spiess, en tant que pilote et cofondateur de Zodiac.
Le dirigeable vola le 13 avril 1913, mais il était évident qu'il fallait davantage de puissance et de portance. Ainsi, l'enveloppe a été étendue à 140 mètres afin d'accueillir trois bombonnes de gaz supplémentaires et un second moteur. Le Spiess avait alors un volume de 16 400 m3 et pouvait atteindre 65 km/h. L'équipage était composé d'un commandant, de deux pilotes et de trois mécaniciens.
Le Spiess fut utilisé quelque temps par l'Armée française, notamment pour le réglage de l'artillerie lors des manœuvres militaires de 1914. Mais cela ne donna pas de suites concluantes : le premier et le dernier aérostat rigide français fut détruit en 1915.